# Nis Bank-Mikkelsen
Nis Bank-Mikkelsen, född 10 april 1945 i Frederiksberg, är en dansk skådespelare.

## Filmografi i urval
- 1981 – Matador (TV-serie)
- 1985 – Johannes hemlighet
- 1987 – Pelle Erövraren
- 1989 – Miraklet i Valby
- 1994 – Riket (TV-serie)
- 1997 – Riket II (TV-serie)
- 2000 – Hjälp! Jag är en fisk
- 2004 – Krönikan (TV-serie)